# СУ-100
СУ-100 — радянська самохідно-артилерійська установка (САУ) періоду Другої світової війни, класу винищувачів танків, середня по масі. Була створена на базі середнього танка Т-34-85 конструкторським бюро Уралмашзавода наприкінці 1943 — початку 1944 року як подальший розвиток САУ СУ-85 зважаючи на недостатні можливості останньої в боротьбі з німецькими важкими танками. Серійний випуск СУ-100 був розпочатий на Уралмашзаводі в серпні 1944 року і тривав, за різними даними, до березня 1946 або ж до початку 1948 року. Крім того, в 1951–1956 роках її виробництво за радянської ліцензії здійснювалося в Чехословаччині. Всього в СРСР і Чехословаччині було випущено від 4772 до 4976 САУ цього типу.
Перше бойове застосування СУ-100 відбулося в січні 1945 року, і надалі СУ-100 використовувалися в ряді операцій Німецько-радянської війни і Радянсько-японської війни, але в цілому їх бойове застосування було обмеженим. Після війни СУ-100 неодноразово модернізувалася і протягом кількох десятиліть залишалася на озброєнні Радянської армії. СУ-100 також поставлялися союзникам СРСР і брали участь у ряді післявоєнних локальних конфліктів, у тому числі найбільш активно — в ході арабо-ізраїльських воєн. До кінця XX століття СУ-100 була знята з озброєння в більшості країн що її використовували, але, тим не менш, в деяких з них, станом на 2007 рік, все ще залишається в строю.

## Історія створення і виробництва

### Передумови до створення

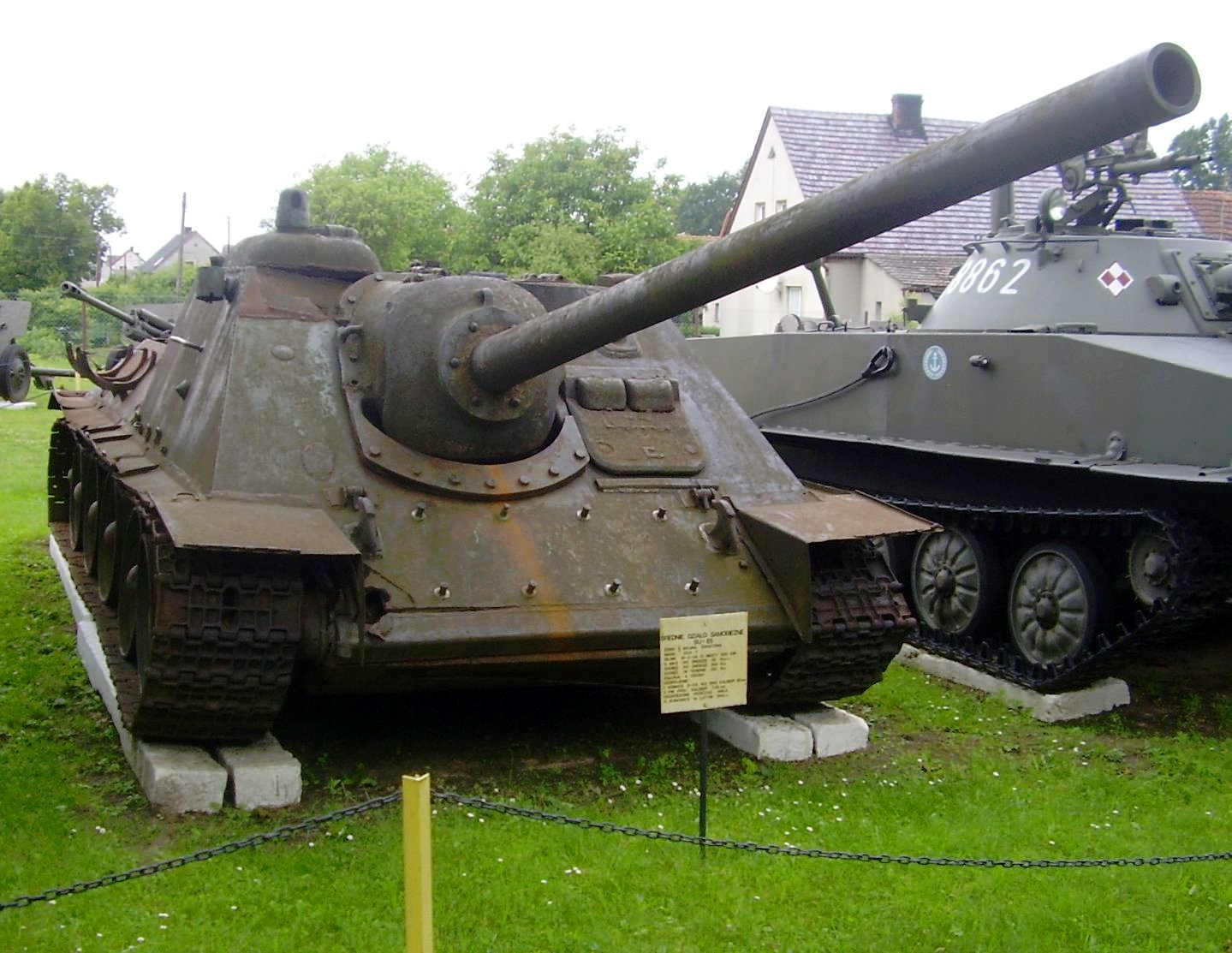
Винищувач танків СУ-85

Першою САУ класу винищувачів танків, запущеної в серійне виробництво в СРСР, стала СУ-85. Вона була створена на базі середнього танка Т-34 та штурмової гармати СУ-122 і запущена у виробництво влітку 1943 року. 85-мм гармата Д-5С дозволяла СУ-85 ефективно боротися з середніми танками противника на дистанціях більше кілометра, а на менших дистанціях і пробивати лобову броню важких танків. Разом з тим, вже перші місяці застосування СУ-85 показали, що потужність її гармати недостатня для ефективної боротьби з тяжкими танками противника, такими як «Пантера» і "Тигр «, які, володіючи перевагою в вогневої потужності і захисту, а також ефективними прицільними системами, нав'язували бій з дальніх дистанцій.
29 серпня 1943 року було видано розпорядження ДКО про якнайшвидше створення більш ефективних протитанкових засобів. У виконання розпорядження у вересні — жовтні на Уралмашзаводі був, в числі низки інших САУ на базі Т-34, виконаний ескізний проект установки 122-мм гармати Д-25 в зміненому корпусі СУ-85. Подальше опрацювання проекту показало, що така переробка викличе збільшення маси САУ на 2,5 тонни, а також зниження боєкомплекту і скорострільності. В цілому вивчення представлених варіантів показало, що установка на САУ по типу СУ-85 122-мм гармати або 152-мм гаубиці Д-15 викличе перевантаження ходової частини і зниження рухливості машини, тому вирішено було залишити ці гармати для озброєння важких танків і САУ. З іншого боку, інтерес викликав проект збільшеної рубки з посиленим бронюванням, застосований на СУ-Д-15.
Альтернативним напрямком, на який покладалися надії у той період, стала розробка довгоствольних 85-мм гармат з більшою початковою швидкістю снаряда — „великої потужності“ за термінологією того часу. Але хоча був виготовлений і випробуваний ряд таких гармат, у тому числі і САУ, роботи в цьому напрямку закінчилися невдачею — нові гармати на стрільбах показали зовсім незадовільну живучість, часті були випадки розриву ствола. До того ж, результати обстрілу трофейних німецьких танків виявили низьку ефективність високошвидкісних, але легких 85-мм снарядів проти встановленої під раціональними кутами нахилу броні високої твердості, в порівнянні з важкими снарядами великих калібрів. Нарешті, опрацювання показували, що озброєння з 85-мм гармати не використало повністю всіх можливостей САУ на шасі Т-34.

### Створення прототипу
Проведені на початку листопада 1943 року МВТУ, Уралмашзавод і Техуправлінням НКО розрахунки показали, що найбільш раціональним був перехід до 100-107-мм калібру. Оскільки випуск 107-мм гармат, таких як гармата М-60, був припинений ще в 1941 році, було вирішено створювати нову танкову і самохідну гармату на основі балістики морської 100-мм гармати Б-34, про що 11 листопада був виданий відповідний наказ НКО. Розробка проекту САУ з ним була здійснена в конструкторському бюро Уралмашзавода з ініціативи головного конструктора Л. І. Горлицького. Головним інженером проекту був призначений М. В. Курін. Ескізний проект САУ був переданий НКТП і УБА 5 грудня 1943 року. За підсумками його розгляду ДКО 27 грудня прийняв постанову № 4851 про озброєння важкого танка ІС і середньої САУ 100-мм гарматою, яка зобов'язала ЦАКБ розробити проект відповідної гармати для установки в СУ-85. НКТП же наказом № 765 від 28 грудня зобов'язав Уралмашзавод:
- До 15 січня 1944 року — закінчити проектні роботи по САУ на базі Т-34, озбрєної 100-мм гарматою конструкції ЦАКБ;
- До 20 лютого — виготовити прототип САУ і провести його заводські випробування з гарматою, яку повинен був поставити завод № 92 до 25 січня;
- До 25 лютого — передати прототип на державні випробування.

Однак при вивченні присланих ЦАКБ креслень розробленої ними гармати С-34, яка спочатку призначалася для озброєння важкого танка ІС-2, на Уралмашзаводі прийшли до висновку, що через занадто великі розміри гармати по ширині розміщення її в корпусі СУ-85 зажадало б занадто серйозної переробки конструкції САУ, що включала збільшення ширини корпусу, зміна його форми і перехід на торсіонну підвіску. ЦАКБ наполягало на подібному варіанті, не погоджуючись на внесення змін у конструкцію своєї гармати, але за розрахунками Уралмашзавода, переробка САУ приводила б до збільшення її маси на 3,5-3,8 тонни в порівнянні з СУ-85 і перенесенню термінів готовності не менш як на три місяці, що категорично не влаштовувало замовника. У результаті, як і раніше в подібній ситуації, що виникла при проектуванні СУ-85, Уралмашзавод зв'язався з заводом № 9, в результаті спільної роботи з конструкторами якого була створена 100-мм гармата Д-10С, яка підходила для установки в корпус СУ-85 без внесення в останній значних змін і при цьому мала меншу масу, ніж С-34. У зв'язку з цим у січні 1944 року Управлінням самохідної артилерії були висунуті уточнені вимоги до проекту САУ, що отримала до того часу позначення СУ-100, що передбачали озброєння гарматою Д-10С, збільшення товщини лобового бронювання до 75 мм, застосування нових оглядових приладів Mk.IV (МК-IV) та командирської башточки, при збереженні маси САУ в межах 31 тонни.
Однак до гармати Б-34, боєприпаси якої передбачалося використовувати, були в наявності лише осколково-фугасні і дистанційні осколкові снаряди, і, як з'ясувалося до того часу, закінчення розробки бронебійного снаряда до неї очікувалося не раніше другого півріччя 1944 року. Неминуча затримка з готовністю САУ дозволила начальнику ЦАКБ В. Грабіну наполягти на створенні самохідної установки з гарматою С-34. В результаті переговорів НКТП 30 квітня видав наказ про виготовлення до 8 травня прототипу з цією гарматою, що одержав позначення СУ-100-2, і проведення його порівняльних випробувань спільно з СУ-100. При цьому НКВ і ГАУ все ж таки визнали внесення глибоких змін в корпус СУ-85 неприйнятним і дозволили заводу виробити мінімальні переробки гармати для можливості його встановлення в існуючий корпус САУ, хоча б і з деякими дефектами. При цьому внесення в конструкцію С-34 всіх змін, необхідних для його ефективної установки в СУ-85, робило б її майже ідентичною спеціально розробленої для цієї мети Д-10С.
Тим часом, прототип з гарматою Д-10С, що одержав позначення „Об'єкт 138“, був виготовлений Уралмашзаводом спільно з заводом № 50 в лютому 1944 року і успішно пройшов заводські випробування, що складалися з 30 пострілів і 150 км пробігу. Після цього прототип 3 березня був відправлений на державні випробування на АНІОП, в ході яких машина пройшла 864 км і зробила 1040 пострілів. У підсумку державна комісія визнала її придатною для прийняття на озброєння після внесення в конструкцію деяких доробок, і 14 квітня Уралмашзаводу було дано розпорядження про початок негайної підготовки до серійного виробництва нової САУ.
Прототип СУ-100-2 був виготовлений заводом № 9 в квітні — травні 1944 року з використанням гармати, знятої з дослідного танка ІС-5. Паралельно з цим завершено другий прототип СУ-100, побудований з урахуванням поліпшень, рекомендованих комісією. 24 — 28 червня він пройшов державні випробування на АНІОПі. За підсумками випробувань, в ході яких САУ пройшла 250 км і зробила 923 постріли, державна комісія рекомендувала її для прийняття на озброєння, зазначивши, що СУ-100 забезпечує ураження танків „Пантера“ і „Тигр“ із дистанції 1500 м не залежно від точки влучення, але пробиває тільки бортову броню САУ „Фердинанд“, хоча і з дистанції до 2000 м. СУ-100-2 прибула на АНІОП на початку липня і в тому ж обсязі пройшла державні випробування, за підсумками яких була визнана гіршою в порівнянні з СУ-100 і не рекомендована до прийняття на озброєння. СУ-100 ж була прийнята на озброєння РСЧА наказом ДКО № 6131 від 3 липня 1944 року.

### Серійне виробництво

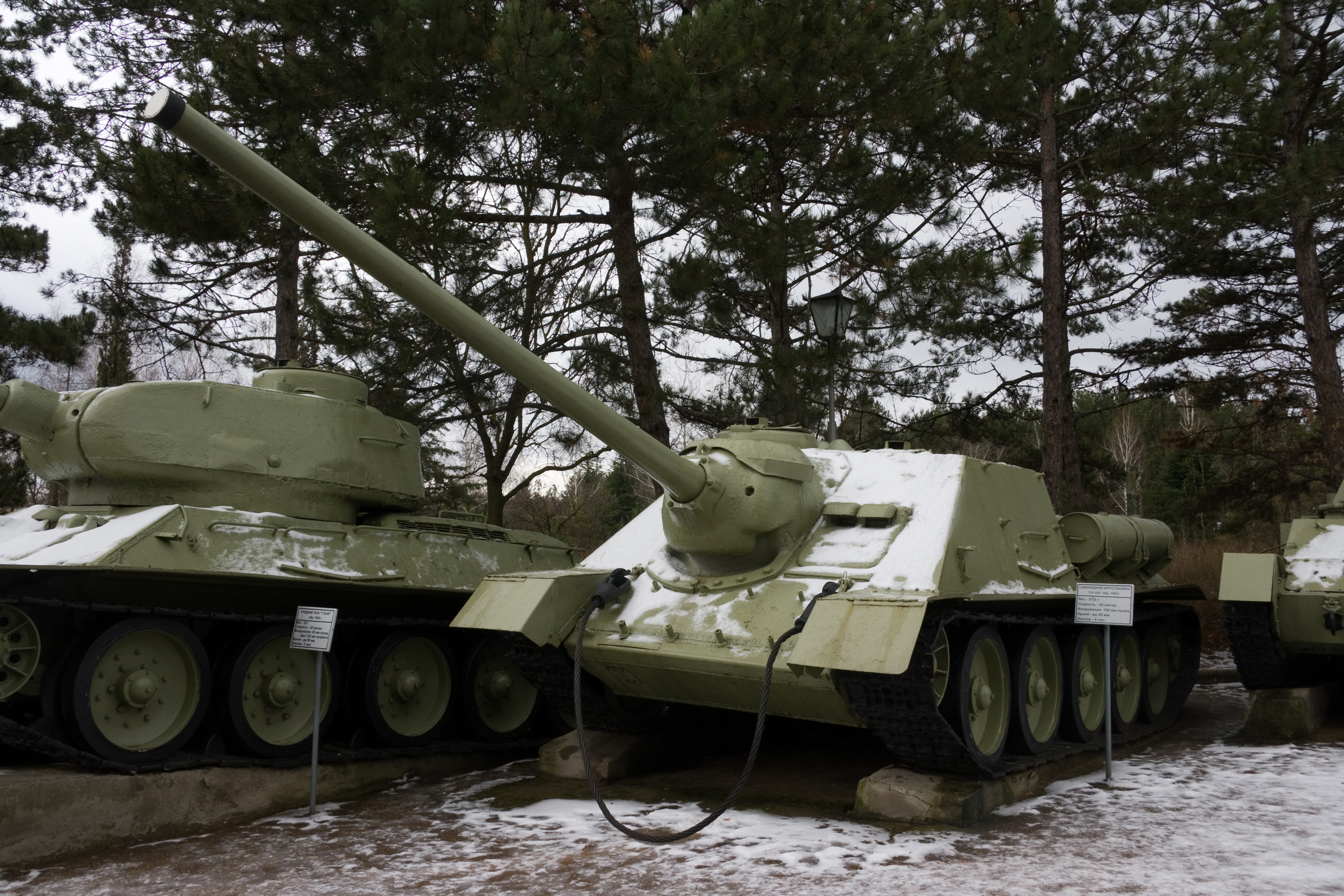
СУ-100 раннього випуску з литою носовою балкою

Поки на Уралмашзаводі розгорталася підготовка до виробництва СУ-100, за пропозицією Л. І. Горлицького був розроблений проект перехідної САУ СУ-85м, що являла собою корпус СУ-100 з озброєнням з 85-мм гармати Д-5С-85, яка встановлювалася на СУ-85. Крім моделі гармати, СУ-85 м відрізнялася від СУ-100 лише аналогічними СУ-85 поворотним механізмом, похідним кріпленням і маскою гармати, прицілом і боєукладкою на шістдесят 85-мм пострілів. СУ-85 м дозволяла раніше впровадити поліпшення СУ-100 — більш потужне лобове бронювання і кращі прилади спостереження — в серійному виробництві, але основною причиною появи цієї не запланованої раніше САУ стала небоєспроможність в той період 100-мм гармати, випуск бронебійних снарядів Б-412Б до якої був освоєний тільки в листопаді 1944 року. Перша СУ-85 м була виготовлена в липні 1944 року, а в серпні вона повністю змінила СУ-85 на складальних лініях Уралмашзавода. Випуск СУ-85 м тривав до листопада того ж року, протягом трьох місяців — паралельно з СУ-100, небоєздатними в той період через відсутність бронебійних снарядів; всього було випущено 315 САУ цього типу.
Серійне виробництво самої СУ-100 почалося на Уралмашзаводі у вересні 1944 hjre. Перші випущені машини були ідентичні другому прототипу, і надалі в ході серійного виробництва в конструкцію САУ вносилися в основному технологічні зміни. Так, була ліквідована балка, яка з'єднувала лобові бронеплити, а з'єднання передніх підкрилків з лобовим листом було переведено на спосіб „в чверть“, а з кормовим листом броньової рубки — з „в шип“ на „встик“. Крім цього, було посилено з'єднання рубки з корпусом, а ряд відповідальних зварних швів був переведений на зварювання аустенітними електродами.
Дані про обсяги і терміни випуску СУ-100 дещо різняться. Так, достеменно відомо, що випуск СУ-100 на Уралмашзаводі вівся щонайменше до березня 1946 року, з темпом близько 200 машин на місяць у воєнний час. Всього за цей період було випущено 3037 машин. За документами РГАЕ, омський завод № 174 в 1947 році випустив 198 СУ-100, і ще 6 — на початку 1948 рік року, хоча історик М. Барятинський піддає цю інформацію під сумнів, відзначаючи малоймовірність випуску разової серії після річної перерви. У західних джерелах, що ґрунтуються на донесеннях розвідки США, наводяться дані про випуск СУ-100 в СРСР з 1948 по 1956 з темпом близько 1000 САУ в рік, але радянськими даними це не підтверджується, і, як зазначає Барятинський, могло з'явитися наслідком прийняття розвідкою модернізації СУ-100 що вироблялася в той період за випуск нових машин. Випуск СУ-100 в повоєнний час був також відновлений в Чехословаччині, де в 1951-1956 роках по ліцензії випустили ще 1420 САУ цього типу.
| Випуск СУ-100 на Уралмашзаводі |      |      |      |      |      |      |      |      |      |      |      |      |      |      |      |      |      |      |      |        |
| Рік/місяць                     | 1944 | 1944 | 1944 | 1944 | 1945 | 1945 | 1945 | 1945 | 1945 | 1945 | 1945 | 1945 | 1945 | 1945 | 1945 | 1945 | 1946 | 1946 | 1946 | Всього |
| Рік/місяць                     | 9    | 10   | 11   | 12   | 1    | 2    | 3    | 4    | 5    | 6    | 7    | 8    | 9    | 10   | 11   | 12   | 1    | 2    | 3    | Всього |
| Випуск                         | 40   | 90   | 150  | 220  | 210  | 215  | 211  | 214  | 210  | 210  | 200  | 200  | 165  | 160  | 140  | 150  | 50   | 100  | 102  | 3037   |

### Подальший розвиток
Незважаючи на негативні результати попереднього опрацювання можливості створення середньої САУ з 122-мм гарматою, роботи в цьому напрямі були продовжені. Однією з причин цього стала затримка з розробкою бронебійного снаряда до Д-10С, освоєння у виробництві якого очікувалося не раніше осені 1944 року, в той час як всі необхідні боєприпаси до 122-мм гармати Д-25 вироблялися ще з 1930-х років. У травні 1944 року на Уралмашзаводі був розроблений проект САУ СУ-122П, дослідний зразок якої був виготовлений до вересня того ж року. Від серійної СУ-100 вона відрізнялася лише установкою 122-мм гармати Д-25С з 26 пострілами до неї. За результатами випробувань прототипу, СУ-122П була визнана придатною для прийняття на озброєння, але в серійне виробництво поставлена так і не була. Причини цього не вказувалися, але як вказує М. Барятинський, це могло бути наслідком того, що нечисленні переваги СУ-122П в ролі винищувача танків перевішувалися її недоліками: хоча 122-мм гармата в порівнянні з 100-мм мала трохи більшу фактичну бронепробивність по броні німецької бронетехніки, а також відрізнялася більш потужним осколково-фугасним снарядом, САУ з нею відрізнялася меншим боєкомплектом і значно знизилася скорострільність, а виліт ствола що збільшився створював ще більші проблеми в порівнянні з СУ-100; крім цього, існували побоювання, що віддача 122-мм гармати може виявитися занадто сильною для шасі Т-34-85. На цьому, у зв'язку з практичним вичерпанням можливостей САУ на базі Т-34 з переднім розташуванням бойового відділення, розвиток цієї лінії, що йде з СУ-122, припинилося. У подальших роботах по середнім САУ використовувалися вже заново спроектовані базові шасі, а увага конструкторів перейшло до компонування з кормовим розташуванням бойового відділення.

## Опис конструкції
Компонування СУ-100 в цілому повторювала компоновку базового танка: САУ мала розташовані в лобовій частині об'єднані відділення управління та бойове відділення, і розташоване в кормі моторно-трансмісійне відділення. Екіпаж СУ-100 складався з чотирьох чоловік: механіка-водія, командира, навідника і заряджаючого.

### Броньовий корпус
СУ-100 мала диференційоване протиснарядне бронювання із застосуванням раціональних кутів нахилу броні. Броньовий корпус САУ виконувався конструктивно як єдине ціле з рубкою і збирався за допомогою зварювання з катаних листів і плит броньової сталі товщиною 20, 45 і 75 мм. Лобова частина корпуса складалася з двох з'єднаних клином плит: верхній, товщиною 75 мм, розташована під нахилом в 50° до вертикалі, і 45-мм нижньої, що мала нахил в 55°. Спочатку плити з'єднувалися між собою через литу балку, як і на базовому танку, але на машинах пізніх випусків перейшли до безпосереднього з'єднання плит. Борти корпусу виконувалися з 45-мм бронеплит і в нижній частині були вертикальними, верхня ж їх частина в районі моторно-трансмісійного відділення розташовувалася під нахилом в 40°, тоді як в районі бойового відділення плити, які утворювали борти рубки, мали нахил лише в 20° . У вирізі в правій бортовій плиті рубки монтувалася командирська башточка циліндрової форми, також виконувалася з 45-мм бронеплити. Корма корпусу була утворена верхньою та нижньою 45-мм плитами, які розміщувалися під нахилом, відповідно, в 48° і 45°, тоді як 45-мм корма рубки була вертикальною. Днище і дах корпусу і рубки, як і надгусеничні полки, виготовлялися з 20-мм бронелистів. Маска гармати складалася з литих рухомої і нерухомої частин складної форми і мала в лобовій частині товщину до 110 мм.
Місце механіка-водія знаходилося зліва в лобовій частині корпусу, командир розташовувався в башточці праворуч від гармати, позаду нього знаходився заряджаючий, а місце навідника розміщувалося зліва від гармати. Для посадки і висадки екіпажу в бронекорпус були: люк у даху командирської башточки і люк механіка-водія у верхній лобовій плиті, аналогічні на Т-34-85, і люк в кормовій частині даху рубки, на машинах ранніх випусків — двостулковий, з другої стулкою в кормовій плиті рубки, як на СУ-85, але надалі від другої стулки відмовилися. Крім цього, в правій частині днища бойового відділення був десантний люк. Двостулковий люк в передній частині даху рубки служив для установки гарматної панорами. Крім цього, в лобовій плиті над люком механіка-водія, а також в бортах і кормі рубки були отвори що закривалися броньовими заглушками для стрільби з особистої зброї. Вентиляція бойового відділення здійснювалася за допомогою двох вентиляторів, встановлених в даху рубки. Доступ до агрегатів двигуна і трансмісії, як і на базовому танку, здійснювався через люки в даху моторно-трансмісійного відділення і відкидну верхню кормову плиту.

### Озброєння
Основною зброєю СУ-100 була 100-мм нарізна гармата Д-10С зр. 1944 (індекс «С» — самохідний варіант), що мала довжину ствола без затвора в 53,5калібрів/5350 мм . Гармата забезпечувала бронебійним снарядам початкову швидкість в 897 м/с, а його максимальна дулова енергія становила 6,36 МДж / 648 тс·м. Д-10С мала напівавтоматичний горизонтальний клиновий затвор, електромагнітний і механічний спуски і компенсуючий механізм пружинного типу для забезпечення плавності наведення у вертикальній площині. Противідкатні пристрої гармати складалися з гідравлічного гальма відкату й гідропневматичного накатника, що розташовувалися над стволом гармати ліворуч і праворуч, відповідно. Маса ствола гармати із затвором і відкривальним механізмом становила 1435 кг.
Гармата встановлювалася в лобовій плиті рубки в литій рамці на подвійних цапфах, які давали можливість її наведення у вертикальній площині в межах від −3 до +20° і в горизонтальній ±8°. Наведення здійснювалося за допомогою ручного підйомного механізму секторного типу і поворотного механізму гвинтового типу. Максимальна довжина відкоту при пострілі не перевищувала 570 мм. Наведення на ціль при стрільбі прямою наводкою здійснювалося за допомогою телескопічного шарнірного прицілу ТШ-19, що мав збільшення 4× і поле зору 16°, а при стрільбі з закритих позицій — за допомогою панорами Герца і бічного Ватерпасу. Технічна скорострільність гармати становила 4-6 пострілів у хвилину.
Боєкомплект гармати складався з 33 унітарних пострілів, які розміщувалися в п'яти укладках в рубці, розміщених на стелажах в задній частині (8) і з лівого борту (17) бойового відділення, а також на підлозі праворуч (8). У роки Німецько-радянської війни в боєкомплект гармати входили постріли з гостроголовими і тупоголовими каліберними бронебійними, осколковими і осколково-фугасними снарядами. У післявоєнні роки в боєкомплект був введений постріл з більш ефективним бронебійним снарядом УБР-41Д із захисним і балістичним наконечниками, а пізніше — з підкаліберним і необертальними кумулятивними снарядами. Штатний боєкомплект САУ в 1960-х роках складався з 16 осколково-фугасних, 10 бронебійних і 7 кумулятивних снарядів.
| Боєприпаси гармати Д-10С  | |               |                   |                  |            |                  |                       |                                                |                          |
| Марка пострілу            | Тип снаряду                                                                                            | Марка снаряду | Маса пострілу, кг | Маса снаряду, кг | Маса ВР, г | Марка підривника | Дульна швидкість, м/с | Дальність прямого пострілу по цілі висотою 2 м | Рік прийому на озброєння |
| Бронебійні снаряди        | |               |                   |                  |            |                  |                       |                                                |                          |
| УБР-412                   | бронебійний гостроголовий, трасуючий                                                                   | БР-412        | 30,10             | 15,88            | 65         | МД-8             | 897                   | 1040                                           | 1944                     |
| УБР-412Б                  | бронебійний тупоголовий з балістичним наконечником, трасуючий                                          | БР-412Б       | 30,10             | 15,88            | 65         | МД-8             | 897                   | 1040                                           | 1944                     |
| УБР-412Д                  | бронебійний гостроголовий із захисним і балістичним наконечниками, трасуючий                           | БР-412Д       | 30,40             | 15,88            | 61         | МД-8             | 887                   | 1070                                           | 1953                     |
| 3УБМ6                     | бронебійний подкалиберний з серцевиною з карбіду вольфраму, неоперений, з піддоном, що відокремлюється | 3БМ8          | н/д               | н/д              | —          | —                | 1415                  | 1660                                           | 1966                     |
| УБК9                      | кумулятивний необертальний, трасуючий                                                                  | БК5М          | н/д               | н/д              | н/д        | ГПВ-2            | н/д                   | н/д                                            | 1961                     |
| Осколково-фугасні снаряди | |               |                   |                  |            |                  |                       |                                                |                          |
| УО-412                    | морська осколкова граната                                                                              | О-412         | н/д               | 15,94            | н/д        | РГМ              | 898                   | 1200                                           |                          |
| УОФ-412                   | осколково-фугасний                                                                                     | ОФ-412        | 30,20             | 15,60            | 1460       | РГМ              | 900                   | 1100                                           |                          |
| УОФ-412У                  | осколково-фугасний, із зменшеним зарядом                                                               | ОФ-412        | 27,10             | 15,60            | 1460       | РГМ              | 600                   | 730                                            |                          |

| Таблиця бронепробивності для Д-10С |                            |                            |                            |                            |                            |
| Снаряд / Відстань, м | 500                        | 1000                       | 1500                       | 2000                       | 3000                       |
| БР-412 |                            |                            |                            |                            |                            |
| (кут зустрічі 90°) | 155                        | 135                        | 115; 116                   | 100; 99                    | 75                         |
| (кут зустрічі 60°) | 125                        | 110                        | 95                         | 80; 87                     | 60                         |
| БР-412Б |                            |                            |                            |                            |                            |
| (кут зустрічі 90°) | 160; 162                   | 150; 149                   | 135; 132                   | 125; 124                   | 105                        |
| (кут зустрічі 60°) | 130                        | 120                        | 110                        | 100                        | 85                         |
| (кут зустрічі 35°) | 73                         | 68                         | 62                         | 57                         | н/д                        |
| БР-412Д |                            |                            |                            |                            |                            |
| (кут зустрічі 90°) | 200                        | 185                        | 170                        | 155                        | 125                        |
| (кут зустрічі 60°) | 150                        | 140                        | 130                        | 120                        | 100                        |
| 3БМ8 |                            |                            |                            |                            |                            |
| (кут зустрічі 90°) | н/д                        | н/д                        | н/д                        | 290                        | н/д                        |
| (кут зустрічі 30°) | н/д                        | н/д                        | н/д                        | 80                         | н/д                        |
| БК5М |                            |                            |                            |                            |                            |
| (кут зустрічі 90°) | 390 на будь-якій дистанції | 390 на будь-якій дистанції | 390 на будь-якій дистанції | 390 на будь-якій дистанції | 390 на будь-якій дистанції |
| (кут зустрічі 30°) | 180 на будь-якій дистанції | 180 на будь-якій дистанції | 180 на будь-якій дистанції | 180 на будь-якій дистанції | 180 на будь-якій дистанції |
| Слід пам'ятати, що в різний час і в різних країнах використовувалися різні методики визначення бронепробивності. Як наслідок, пряме порівняння з аналогічними даними інших гармат часто виявляється неможливим. |                            |                            |                            |                            |                            |

Для ближньої самооборони САУ комплектувалася двома 7,62-мм пістолетами-кулеметами ППШ-41, 1420 патронами до них в 20 дискових магазинах, 4 протитанковими гранатами і 24 ручними осколковими протипіхотними гранатами оборонного типу Ф-1 . З кінця 1950-х років ППШ був замінений автоматом АК-47. У роки Німецько-радянської війни СУ-100 іноді в польових умовах додатково оснащувалися ручними кулеметами, але штатною така конфігурація не була.

### Засоби спостереження і зв'язку

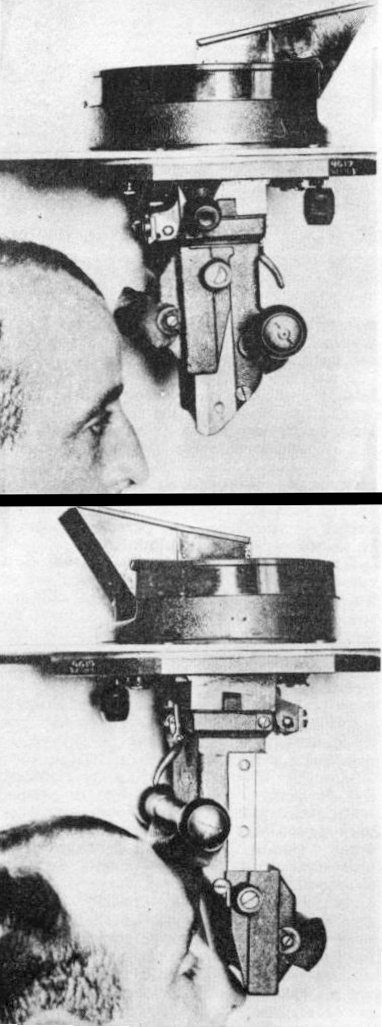
Перископічний прилад Mk.IV

Найкращий огляд серед членів екіпажу мав командир, який мав для цього командирську башточку, аналогічну такій що застосовувалася на Т-34-85. По периметру башточки мав п'ять оглядових щілин, що забезпечували круговий огляд, з швидкозмінними захисними триплексними склоблоками з внутрішньої сторони але без броньових заслінок. Крім цього, під обертовим дахом башточки був установлений перископічний оглядовий прилад Mk.IV (МК-4). Аналогічним приладом, який розміщувався в лівій стулці люка гарматної панорами, володів навідник. Механік-водій в небойових умовах міг вести спостереження за місцевістю через свій люк, в бою ж йому для цього служили два перископічних оглядових прилади в кришці люка, що мали броньові заслінки. Для заряджаючого єдиним засобом спостереження могла служити оглядова щілину в кормі рубки.
При модернізації, яка проводилася наприкінці 1950-х — початку 1960-х років, прилад МК-4 командира був замінений на бінокулярну командирську панораму ТПКУ-2 . На відміну від МК-4 з його одноразовим збільшенням, ТПКУ-2Б мав п'ятикратне збільшення і поле зору в 7,5° по горизонту, дозволяючи розпізнавати цілі на дальності до 3 кілометрів, а також був забезпечений координатною і далекомірною шкалами. Також при модернізації СУ-100 оснащувалися пасивним приладом нічного бачення механіка-водія БВН, що працював за рахунок підсвічування фарою ФГ-10 з інфрачервоним світлофільтром. При модернізації в другій половині 1960-х СУ-100 оснащувалися більш досконалим бінокулярним приладом ТВН-2, що забезпечував дальність спостереження в 50-60 метрів і поле зору у 30°, при підсвічуванні фарами ФГ-10 або ФГ-125.
Для зовнішнього зв'язку на СУ-100 встановлювалася радіостанція 9РМ або 9РС. 9РМ являла собою комплект із передавача, приймача і умформерів (одноякорних мотор-генераторів) для їх живлення, що приєднуються до бортової електромережі напругою 12 В . З технічної точки зору вона була дуплексною ламповою короткохвильовою радіостанцією вихідною потужністю 20 Вт, що працює на передачу в діапазоні частот від 4 до 5,625 МГц (відповідно довжини хвиль від 53,3 до 75 м), а на прийом — від 3,75 до 6 МГц (довжини хвиль від 50 до 80 м). Різний діапазон передавача і приймача пояснювався тим обставиною, що для двостороннього зв'язку «САУ — САУ» призначався діапазон 4-5,625 МГц, а розширений діапазон приймача використовувався для однобічного зв'язку «штаб — САУ». На стоянці дальність зв'язку в телефонному режимі (голосовий, амплітудна модуляція несучої) при відсутності перешкод досягала 20 км, в русі вона зменшувалася до 15 км. Телеграфний режим передачі інформації у радіостанції 9Р відсутній. На основній частині СУ-100 встановлювалася радіостанція 9РС, що відрізнялася від 9РМ виконанням в одному компактному блоці, можливістю живлення від бортової електромережі напругою 24 В, а також дещо меншою максимальною дальністю зв'язку — 18-20 км з місця і 12-15 км у русі. Для внутрішнього зв'язку САУ оснащувалася танковим переговорним пристроєм ТПУ-3-бісФ. При модернізації в другій половині 1960-х САУ оснащувалася радіостанцією Р-113.

### Двигун і трансмісія
СУ-100 оснащувалася чотиритактним V-подібним 12 — циліндровим дизельним двигуном рідинного охолодження, моделі В-2-34. Максимальна потужність двигуна — 500 к.с при 1800 об/хв, номінальна — 450 к.с. при 1750 об/хв, експлуатаційна — 400 к.с. при 1700 об/хв. Пуск мотора проводився стартером СТ-700 потужністю 15 к.с. (11 кВт) або стисненим повітрям з двох балонів. Дизель В-2-34 оснащувався двома повітряочисниками типу «Циклон», два трубчастих радіатори системи охолодження двигуна встановлювалися по обидва боки від нього. Внутрішні паливні баки на СУ-100 розташовувалися по бортах корпусу, в проміжках між кожухами пружин підвіски, їх загальна ємність становила 400 л. Крім них САУ комплектувалася чотирма зовнішніми додатковими циліндричними паливними баками ємністю 95 л. кожен, що розташовувалися по два вздовж бортів моторно-трансмісійного відділення і не пов'язаними з паливною системою двигуна.  З кінця 1950-х років на СУ-100 встановлювалися дороблені двигуни В-2-34М або В-2-34М11, разом з більш досконалими пов'язаними з ними системами, насамперед повітряочисниками ВТІ-3 з ежекційним відсмоктуванням пилу. 
До складу трансмісії СУ-100 входили:
- Багатодисковий головний фрикціон сухого тертя «сталь по сталі»;
- П'ятиступінчаста механічна коробка передач з постійним зачепленням шестерень (5 передач вперед і 1 назад);
- Два багатодискових бортових фрикційних з сухим тертям «сталь по сталі» і стрічковими гальмами з чавунними накладками;
- Два простих однорядних бортових редуктори.

Всі приводи керування трансмісією — механічні, механік-водій керував поворотом і гальмуванням САУ двома важелями під обидві руки по обидва боки свого робочого місця. 

### Ходова частина
Ходова частина СУ-100 була майже ідентична базовому танку Т-34. Стосовно до одного борту, до її складу входили 5 двосхилих опорних котків великого діаметра (830 мм) з гумовими бандажами, що мали підвіску Крісті, ведуче колесо і лінивець . Підтримуючі котки були відсутні, верхня гілка гусеничної стрічки спиралася на опорні котки машини. Тягові колеса гребневого зачеплення розташовувалися позаду, а лінивці з механізмом натягнення гусениці — спереду. Від базового танка і інших серійних САУ на його базі ходова частина СУ-100 відрізнялася лише посиленням підвіски передніх котків шляхом установки їх на трьох кульковальницях і збільшення діаметра дроту пружин підвіски з 30 до 34 мм. Гусенична стрічка складалася з 72 штампованих сталевих траків шириною 500 мм з розташуванням траків що чергувалися з гребенем і без нього. Для поліпшення прохідності на траки могли встановлюватися ґрунтозачепи різної конструкції, що кріпилися болтами до кожного четвертого або шостого траку. З другої половини 1960-х на СУ-100 встановлювалися штамповані опорні котки від танка Т-44М.

### Протипожежне обладнання
Самохідно-артилерійська установка оснащувалася стандартним для радянської бронетехніки тетрахлорним переносним вогнегасником. Гасіння пожежі в машині потрібно було виконувати в протигазах — при попаданні тетрахлориду вуглецю на гарячі поверхні відбувалася хімічна реакція часткового заміщення хлору атмосферним киснем з утворенням фосгену — сильнодіючої отруйної речовини задушливої дії.

## Використовувалась

Карта операторів СУ-100. Країни, де СУ-100 залишається на озброєнні, виділені яскраво-червоним, де перебувала на озброєнні в минулому — темно-червоним

- СРСР.
- Албанія — деяка кількість СУ-100[42], зняті з озброєння[43].
- Алжир — 50 СУ-100 на консервації, станом на 2007 рік[44].
- Ангола — деяка кількість СУ-100 залишається у військах, за станом на 2007 рік[45].
- Болгарія — деяка кількість СУ-100[46], зняті з озброєння[47].
- В'єтнам — деяка кількість СУ-100 залишається у військах, за станом на 2007 рік[48].
- НДР — не менше 23 СУ-100, зняті з озброєння[49].
- Єгипет — не менше 100 СУ-100[50], зняті з озброєння[51].
- Ємен — 30 СУ-100, станом на 2007 рік[52].
- КНР — деяка кількість СУ-100[53], зняті з озброєння[54].
- Північна Корея — деяка кількість СУ-100[42], дані про наявність на 2007 рік відсутні[55].[зн 5].
- Куба — 100 СУ-100, станом на 2007 рік[56].
- Марокко — 8 СУ-100, станом на 2007 рік[57].
- Польща — не менше 25 або 26 СУ-100[58], зняті з озброєння[59].
- Румунія — 48 СУ-100, станом на 2007 рік[60].
- Сирія — деяка кількість СУ-100[42], зняті з озброєння[61].
- Словаччина — деяка кількість СУ-100, зняті з озброєння[62].
- Чехія — деяка кількість СУ-100, зняті з озброєння[63].
- Чехословаччина — порядка 1000 СУ-100, перейшли до Чехії та Словаччини[42].
- Югославія — деяка кількість СУ-100, перейшли до новостворених після розпаду держав[64].

## Організаційно-штатна структура
У РСЧА СУ-100 поступали на озброєння самохідно-артилерійських полків і самохідно-артилерійських бригад. Полки були основною тактичною одиницею самохідної артилерії. Самохідно-артилерійські полки СУ-100 комплектувалися за прийнятим в 1944 році штатом № 010/462, по якому полк налічував 318 чоловік і мав 21 САУ. Структура такого полку була наступною:
- Командир полку
  - Штаб полку
    - Взвод управління з командирської СУ-100

  - 4 батареї СУ-100 по 5 машин в кожній
  - Рота автоматників
  - Саперний взвод
  - Служби тилу:
    - Взвод боєпостачання
    - Ремонтний взвод
    - Транспортний взвод
    - Полковий медичний пункт
    - Господарське відділення

Формування самохідно-артилерійських бригад почалося наприкінці 1944 року у зв'язку з труднощами управління самохідно-артилерійськими полками, число яких до того часу перевищила дві сотні, і організації їх постачання та масованого застосування. Середні самохідно-артилерійські бригади формувалися на базі окремих танкових бригад і комплектувалися СУ-100, спочатку замінюють СУ-85 м, по штатам № 010/500, 010/462 , 010/526, 010/527, 010/504-506 і 010/514, згідно з якими в них налічувалося 1492 людини і 65 середніх і 3 легких САУ. Структура бригади включала в себе:
- Командир бригади
  - Штаб бригади
    - Рота управління з двома командирськими СУ-100
    - розвідувальна рота з трьома легкими САУ СУ-76

  - 3 полки СУ-100 за штатом № 010/462
  - Зенітно-кулеметна рота з дев'ятьма ДШК
  - Служби тилу:
    - Рота технічного забезпечення

  - Відділ контррозвідки «Смерш»
    - Окремий стрілецький взвод «Смерш»

Польські середні самохідно-артилерійські полки, включаючи укомплектований СУ-100, також комплектувалися за зразком радянського штату № 010/462.

## Експлуатація та бойове застосування

### Німецько-радянська війна
Перші СУ-100 були направлені на фронтові випробування у вересні 1944 року й отримали задовільну оцінку військ за високі можливості гармати і хорошу маневреність. Але так як освоєння у виробництві бронебійного снаряда БР-412Б затяглося до жовтня того ж року, спочатку серійні СУ-100 надходили лише у військово-навчальні заклади, і лише в листопаді були сформовані і відправлені на фронт перші збройні ними самохідно-артилерійські полки. В кінці року були сформовані перші самохідно-артилерійські бригади, озброєних СУ-100: 207-ма Ленінградська, 208-ма Двінська і 209-та.
Без урахування фронтових випробувань восени 1944 року, за даними Управління самохідної артилерії, вперше СУ-100 були застосовані в бою в січні 1945 року в ході Будапештської операції. В умовах, коли радянські війська вели стратегічний наступ, СУ-100 нерідко застосовувалися при завершенні прориву тактичної глибини оборони противника в ролі штурмових гармат, як наприклад, в Східно-Прусської операції, де були задіяні 381-й і 1207-й самохідно-артилерійські полки. При цьому самохідно-артилерійські частини йшли в атаку або з ходу, або з підготовкою в стислі терміни.

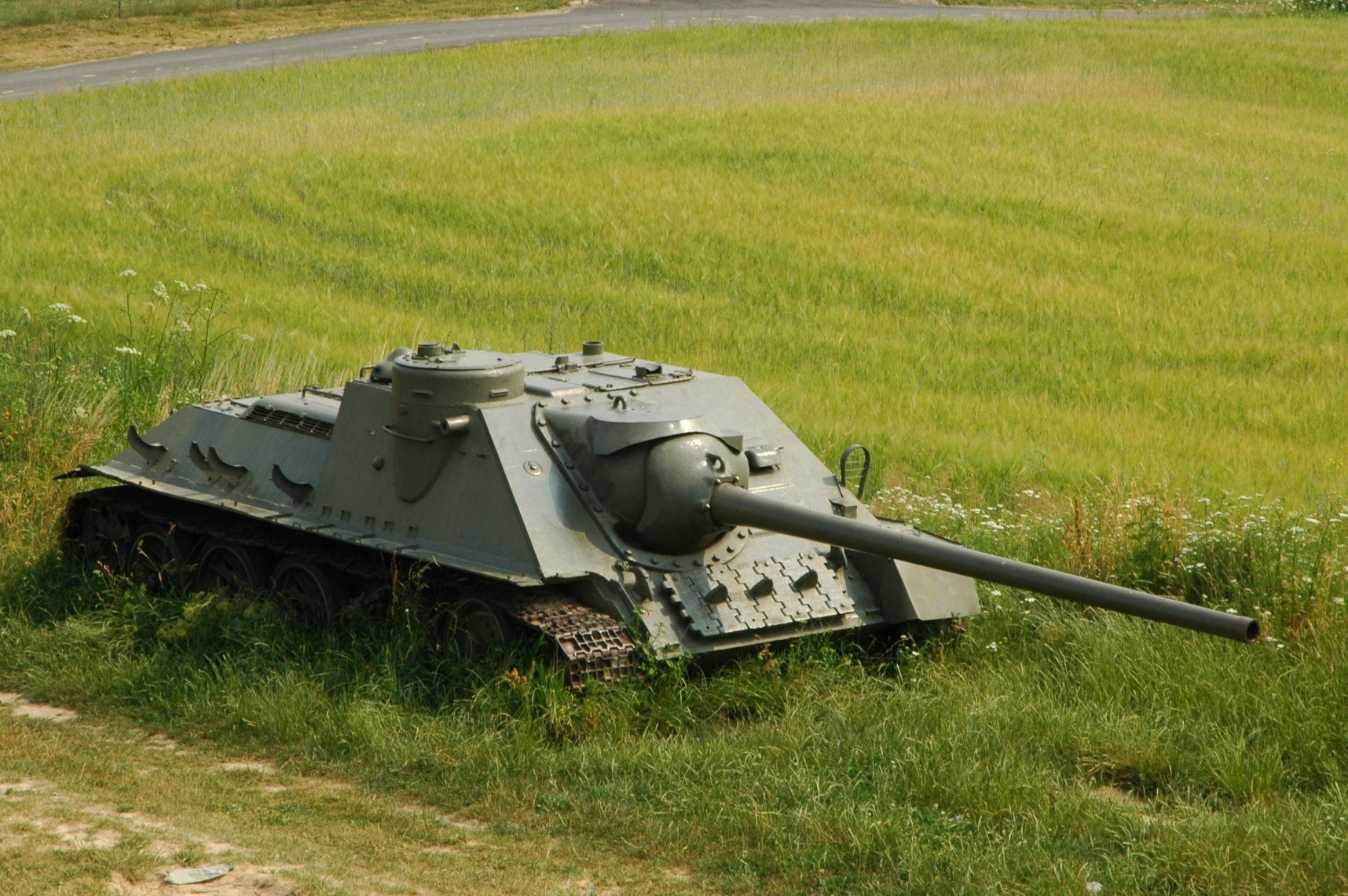
СУ-100 в полі

Перші самохідно-артилерійські бригади СУ-100 були відправлені на фронт на початку лютого 1945 року: 207-ма і 209-та — на 2-й Український, а 208-ма — на 3-й Український фронт. В цілому, через порівняно пізнью появу, застосування СУ-100 на більшості ділянок фронту носило обмежений характер. Найбільш масово СУ-100 були застосовані в ході балатонської операції, коли вони були використані при відбитті контратаки 6-ї танкової армії СС 6 — 16 березня 1945 року. При цьому були задіяні 207-ма, 208-ма і 209-та самохідно-артилерійські бригади, а також кілька окремих самохідно-артилерійських полків СУ-100. Так, протягом 10 березня, відбиваючи контратаку сил противника, істотної шкоди йому завдали екіпажі 1951-го і 1953-го полків. СУ-100 командира батареї старшого лейтенанта А. Кочерги, а також бойові машини молодших лейтенантів Ворожбіцкого і Самаріна, підбили і спалили по три німецьких танки і САУ. На іншій ділянці фронту батарея 1952-го полку під командуванням капітана Васильєва підбила три важких танка Pz.Kpfw.VI Ausf.B «Королівський тигр», не зазнавши власних втрат. У той же день 1953-й полк був переданий 5-му кавалерійському корпусу і отримав завдання організувати засідку і знищити німецькі війська, які намагалися прорватися з оточення в районі Шімонторніа. Замаскувавши свої машини в лісі, через який готувалися провести атаку німці, екіпажі організували приховані вогневі позиції. Вранці 11 березня в атаку пішли 14 німецьких танків, включаючи важкі. За сигналом САУ вийшли на позиції та раптово відкрили вогонь з дистанції 1500 метрів. Незважаючи на велику відстань, німці втратили відразу три танки і змушені були припинити атаку. Батарея при цьому витратила 6 унітарних пострілів. СУ-100 в ході операції відіграли значну роль у відбитті німецьких танкових атак і показали себе високоефективним засобом в боротьбі з німецькою важкою бронетехнікою, включаючи і важкі танки «Тигр II». У боях 11 — 12 березня, за великих втрат радянських танків, в їх ролі задіялися СУ-100, але через їх уразливість в ближньому бою був відданий наказ про оснащення кожної САУ ручним кулеметом для самооборони від ворожої піхоти. За підсумками операції СУ-100 заслужили надзвичайно високу оцінку командування.
До березня 1945 року 4 танкова армія 1-го Українського фронту отримала 1727-й самохідно-артилерійський полк, який взяв активну участь в Верхньо-Сілезької операції, зокрема, у відбитті контрудару елітної парашутно-танкової дивізії «Герман Геринг» 18 березня. Всього за період операції з 15 по 22 березня втрати склали 15 (в тому числі 4 безповоротно) СУ-100 з 21 наявних на момент початку операції машин; більшість втрат було понесено від артвогню супротивника, а три самохідки застрягли в болоті.
У ході підготовки до Берлінської операції, в кінці березня 1945 року 1-ша гвардійська танкова армія отримала 27 СУ-100, крім того, 14 квітня армії був підпорядкований 11-й танковий корпус, який мав 14 САУ цього типу. 2-га гвардійська танкова армія отримала наприкінці 31 березня СУ-100, а на початку квітня — ще 15 машин цього типу. 4-та гвардійська танкова армія до моменту початку Берлінської операції також була поповнена технікою і мала у своєму складі 28 СУ-100 (10 машин в 6-му механізованому корпусі і 18 в 10-м танковому корпусі у складі 416-го гвардійського самохідно-артилерійського полку). З самого початку берлінської наступальної операції СУ-100 взяли в ній найактивнішу участь, що призводило до неминучих втрат — так, 17 квітня при прориві в районі Зеєловських висот 1-я гвардійська танкова армія втратила 2 СУ-100 (у тому числі одна згоріла), 19 квітня — 7 машин даного типу. 2-я гвардійська танкова армія з 16 по 21 квітня втратила 5 СУ-100, 4-та гвардійська танкова армія з 16 по 22 квітня — 18 СУ-100 (в тому числі 6 безповоротно, причому дві машини стали жертвами Фаустпатронів). Застосовувалися СУ-100 і безпосередньо при штурмі Берліна, зокрема, вступаючи в бій за місто, 1-ша гвардійська танкова армія мала 17 боєготових СУ-100. В умовах міських боїв, самохідки придавались окремим стрілецькою частинам і підрозділам в цілях їх посилення; так, станом на 24 квітня зі складу 95 танкова бригада 9 танкового корпусу (7 Т-34-85 і 5 СУ-100) була додана 7-му стрілецькому корпусу . Станом на 28 квітня, у складі штурмуючої Берлін 3-ї ударної армії було в наявності 33 СУ-100 у складі 1818-го, 1415-го та 1049-го самохідно-артилерійських полків і 95-ї танкової бригади. За підсумками Берлінської операції, 2-га гвардійська танкова армія втратила безповоротно 7 СУ-100, в тому числі 5 машин безпосередньо в місті, 3-тя — 4 СУ-100, 4-я — 3 СУ-100 (з 23 квітня по 2 травня). Основною причиною втрат став артвогонь супротивника.
У березні — травні 1945 року була сформована четверта озброєна СУ-100 самохідно-артилерійська бригада — 231-ша, але в бойових діях в Європі вона узяти участі вже не встигла . Крім бойових дій на радянсько-німецькому фронті, 208-ма і 231-ша самохідно-артилерійські бригади у складі 6-ї гвардійської танкової армії брали участь в бойових діях проти Японії в серпні 1945 року.

### Післявоєнне застосування в СРСР

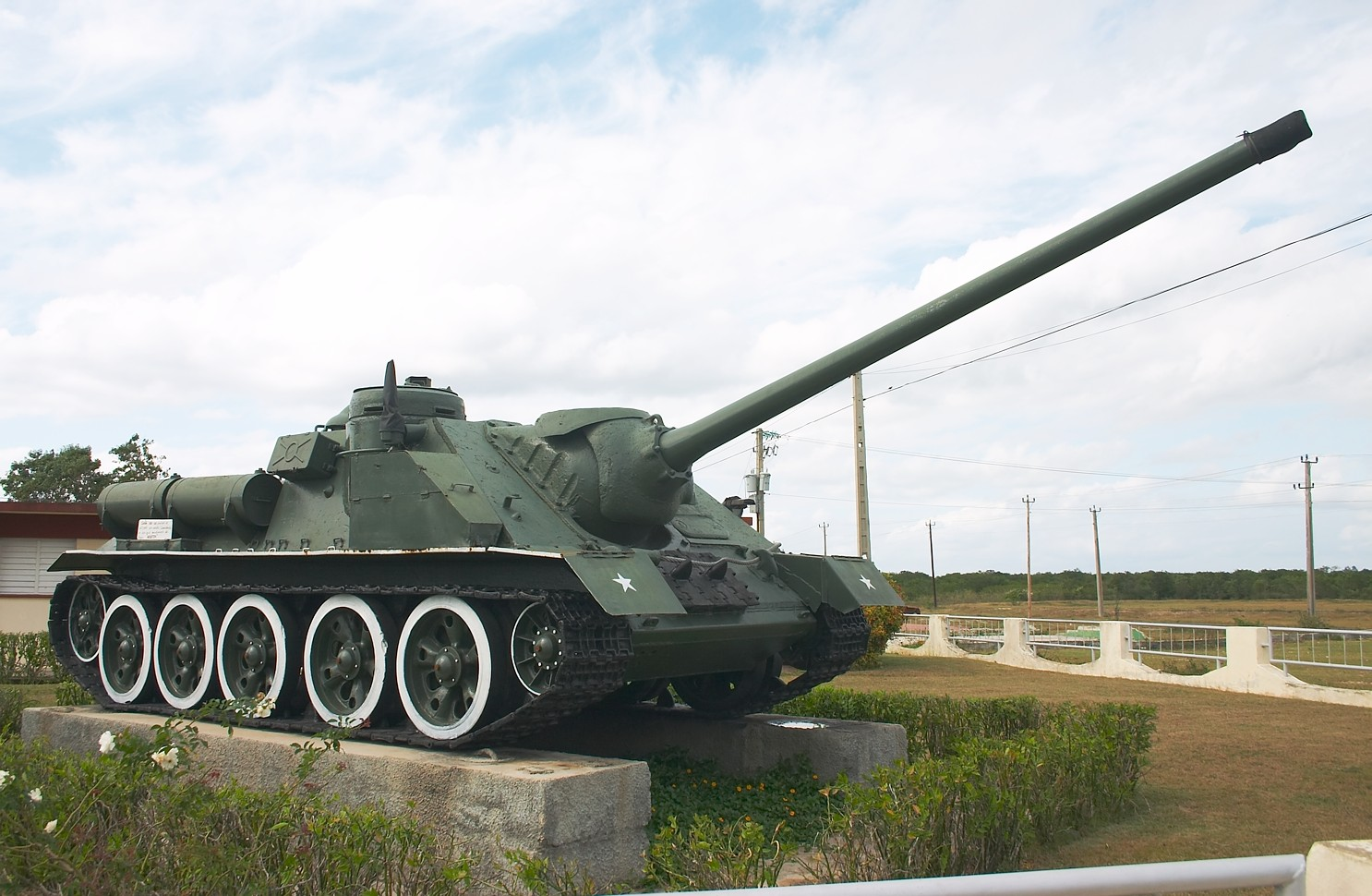
Модернізована СУ-100 з характерними деталями у вигляді штампованих котків від Т-44 і додаткових ящиків для спорядження на бортах

Після закінчення війни СУ-100 активно використовувалася Радянською армією ще протягом декількох десятиліть. З кінця 1950-х і по другу половину 1960-х років СУ-100 проходили поступову модернізацію паралельно з базовим танком Т-34-85. В ході модернізації САУ одержали більш сучасні прилади спостереження і радіостанцію, більш надійну модифікацію двигуна і ряд менш значних змін.
СУ-100 використовувалися радянськими військами при придушенні Угорського повстання в 1956 році і в ході операції «Дунай» в 1968 році. У міру передачі іншим країнам, списання зношених машин і постановки САУ в парки на тривале зберігання, до 1980-х років СУ-100 у військах практично не залишилося. Тим не менш, вони ще використовувалися Обмеженим контингентом радянських військ в Афганістані в 1979 — 1980-х роках.
У 1981 році на Борисовському танкоремонтному заводі 121 СУ-100 була обладнана апаратурою розробки 38 НДІ та БТТ, що перетворювала їх в автоматичні самохідні мішені, здатні до прямолінійного руху і стрільби єдиним зарядженим на гарматі холостим пострілом. Переобладнані таким чином СУ-100 використовувалися в навчаннях «Захід-81», «Захід-83», «Захід-84» та «Осінь-88». Вже після фактичного зняття з озброєння зняті з зберігання СУ-100 брали участь у парадах Дня Перемоги 1985 і 1990 років. Сімка СУ-100 пройшла і в історичній частині ювілейного параду 2010 року разом з дев'ятьма Т-34-85.

### СУ-100 в інших країнах

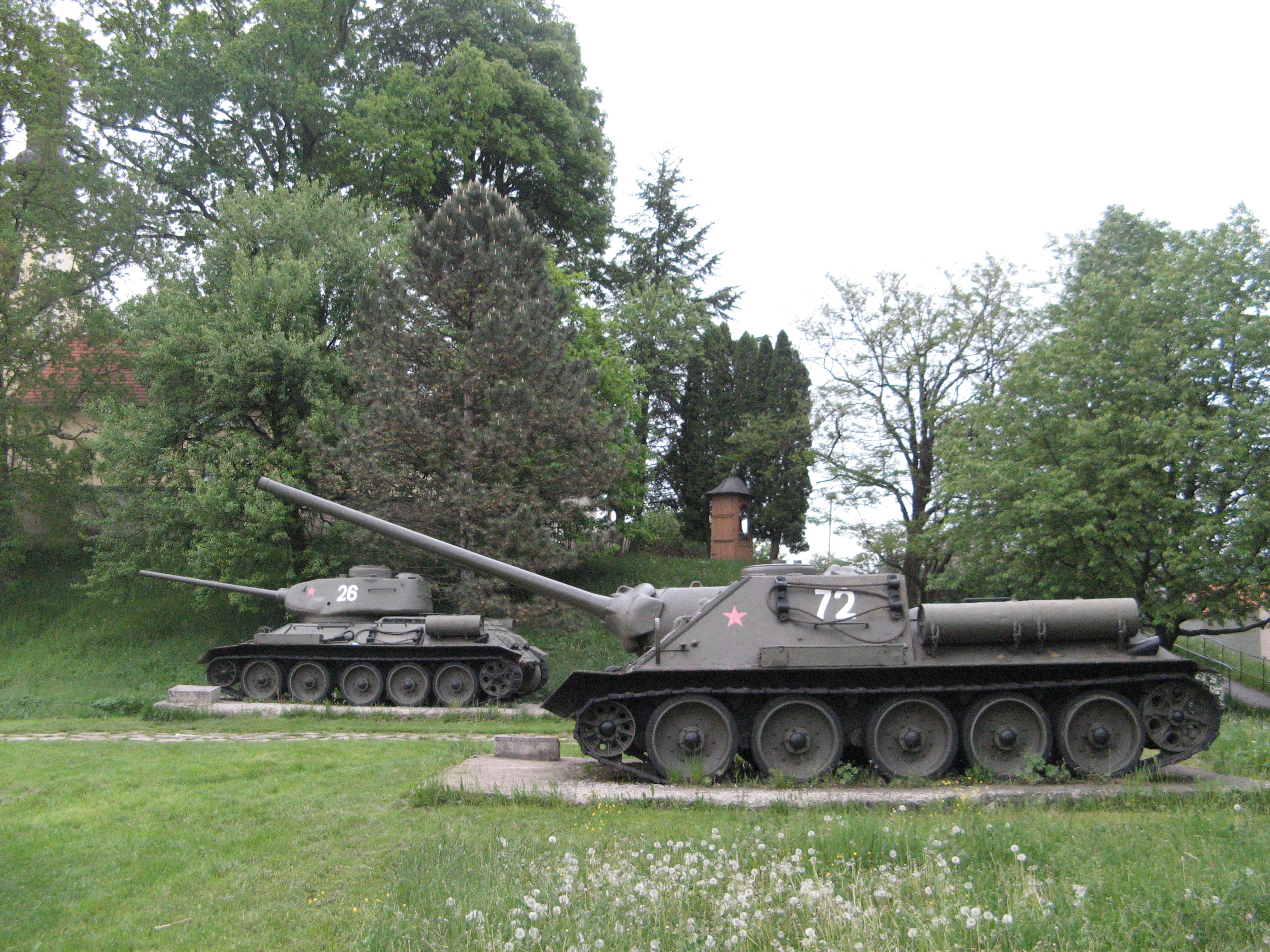
СУ-100 у військовому музеї у Свідніку в Словаччині

У роки Другої світової війни СУ-100 союзникам СРСР практично не поставлялися. Народна армія Польщі 1 травня 1945 року почала формування 46-го полку самохідної артилерії, озброєння якого повинні були складати СУ-100 , але до 9 травня полк отримав тільки 2 машини. Після цього постачання були припинені, так як за станом на 1949 в наявності значилися всі ті ж 2 САУ. У 1951–1952 роках Польщею була закуплена в СРСР партія озброєння, що включала 173 СУ-100 і ІСУ-122М. Станом на 31 грудня 1954 року в польських військах налічувалося, за різними даними, 25 або 26 СУ-100. У Чехословаччину радянські СУ-100 почали надходити лише в післявоєнний період, ще більше тисячі вироблених в самій Чехословаччині САУ, за вирахуванням поставок іншим країнам, надійшли в Народну армію Чехословаччини в 1950-х роках. СУ-100 поставлялися і іншим союзникам СРСР по Варшавському договору. Національна народна армія НДР станом на 1 березня 1956 року мала 23 САУ, які залишалися на озброєнні самохідно-артилерійського полку 9-ї танкової дивізії до початку 1960-х років. Партію СУ-100, в числі іншого озброєння, закупила в СРСР Болгарія в 1952–1956 роках. Крім цього, мали СУ-100 на озброєнні Румунія і Албанія. В останній СУ-100 залишалися на озброєнні щонайменше до 1995 року. Єдиною з європейських країн, куди СУ-100 поставлялися за межі Варшавського договору, стала Югославія, яка отримала кілька десятків САУ цього типу. В ході розпаду Югославії СУ-100 використовувалися в громадянській війні, опинившись в арміях протиборчих держав.
Ареною найбільш активного бойового застосування СУ-100 в післявоєнному періоді став Близький Схід. При переозброєнні єгипетської армії після арабо-ізраїльської війни 1948 року, СРСР через Чехословаччину в числі іншої бронетехніки поставив в Єгипет в 1953 році 100 СУ-100. Ці САУ були використані єгипетськими військами в ході Суецької кризи в 1956 році. При цьому, за ізраїльськими даними, в ході операції «Кадеш» єгиптянами були втрачені 6 СУ-100. Чотири СУ-100, виділені в окремий підрозділ з 53-ї артилерійської батареї, застосовувалися єгипетськими військами як мобільна артилерія при обороні Порт-Саїду, але були підбиті британськими парашутистами 5 листопада. Кілька СУ-100 було на складі єгипетських військ, відправлених в Ємен для підтримки республіканського повстання. Сам Ємен теж отримав в подальшому декілька десятків САУ.

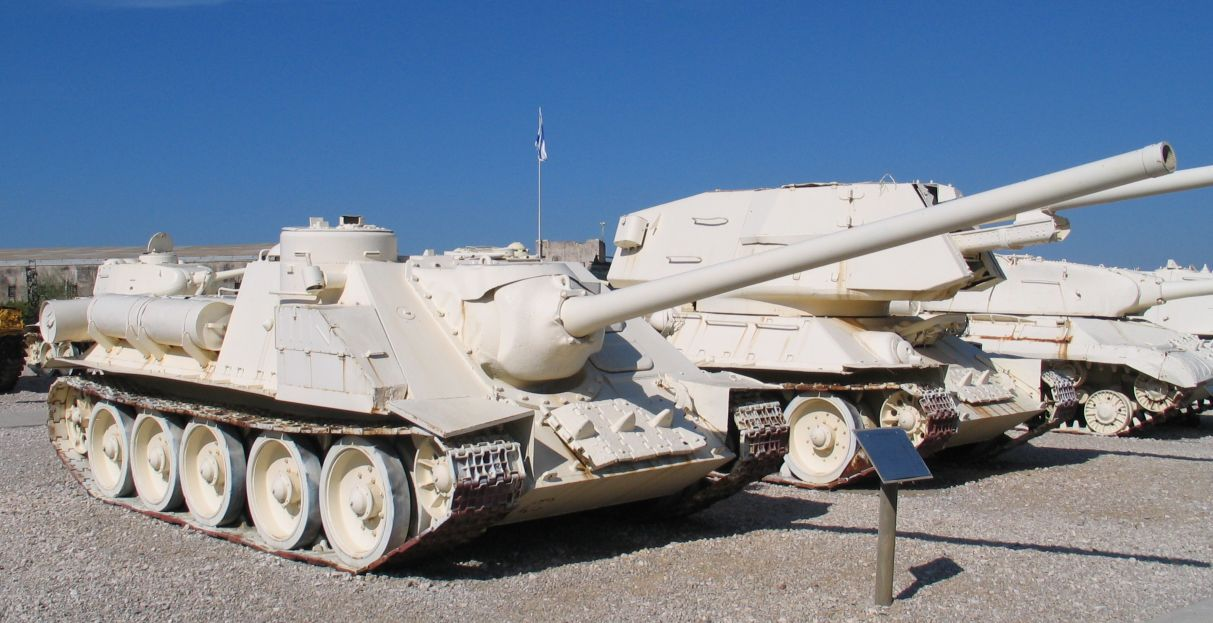
Захоплена ізраїльськими військами єгипетська СУ-100 в музеї бронетехніки в Латруном

До 1967 року СУ-100 все ще залишалися на озброєнні Єгипту і в ході Шестиденної війни використовувалися при відбитті ізраїльського наступу на Синайському фронті, в ході якого була втрачена 51 СУ-100. Сирія між 1964 і 1967 роками отримала від СРСР деяку кількість СУ-100, які в сирійської армії були введені до складу протитанкових рот, надавали бронетанковим і механізованим бригадам . У єгипетській армії, в кожній з п'яти піхотних дивізій, зосереджених для наступу на Синайському фронті в Війні Судного дня в 1973 році, було по батальйону СУ-100. Сирія також використовувала їх у ході війни, з самого початку наступу сирійських військ на Голанських висотах СУ-100 рухалися в авангарді військ серед бойових порядків піхоти. За деякими даними, СУ-100 були також на озброєнні Ірак а перед початком Іракської війни
СУ-100 поставлялися СРСР в Китай, КНДР і В'єтнам, але дані про їх бойовому застосуванню у збройних конфліктах в тому регіоні, зокрема, у В'єтнамській війні, відсутні. Після 1959 року СУ-100 поставлялися і на Кубу, і в 1961 році кубинські САУ використовувалися при відбитті вторгнення в затоці Свиней. Деяка кількість СУ-100 отримали Алжир і Марокко, а також Ангола, де вони використовувалися в ході громадянської війни.

## Оцінка проекту
Завдяки використанню відпрацьованої бази серії середніх САУ на базі Т-34, СУ-100 була запущена в серію з мінімальними змінами у виробництві: 72% деталей САУ запозичувалися від Т-34-85, 4% — від СУ-122, 7,5% — від СУ-85, і тільки 16,5% проектувалися заново. З іншого боку, СУ-100 успадкувала і негативні сторони базового танка, такі як застаріла конструкція підвіски або розміщення паливних баків в бойовому відділенні, а також невигідну для САУ компоновку. Ряд проблем викликала і установка більш потужної гармати, що вичерпала запас розвитку базового шасі. Велика маса 100-мм гармати і потовщення лобової броні призвели до перевантаження передніх котків, в результаті чого, навіть незважаючи на посилення пружин підвіски, забезпечити гарантійний пробіг в 3000 км, необхідний ГРАУ, для СУ-100 так і не вдалося, що в поєднанні зі зменшеним запасом ходу трохи знижувало мобільність озброєних СУ-100 частин. Станом на 1948 рік, гарантійний пробіг СУ-100 становив лише 1000 км. Виліт ствола на СУ-100 ще більш збільшився порівняно з СУ-85, утруднюючи маневрування на пересіченій місцевості і в населених пунктах; збільшувався ризик утикання ствола в ґрунт, що могло призвести до поломки механізмів або засмічення каналу ствола, який створював небезпеку його розриву при подальшому пострілі. Крім цього, порівняно великі розміри і вага 100-мм унітарних пострілів знизили боєкомплект САУ в півтора рази і привели до деякого зниження скорострільності, але за рахунок цього в багато раз зростала вогнева міць самохідної установки, залишивши її в класі середніх за масою при настільки потужному і досить великому калібрі гармати без зайвого збільшення бойової маси машини. З прийняттям на озброєння СУ-100 РСЧА отримала високоефективний протитанковий засіб з виключно потужним озброєнням, здатний боротися з усіма серійними зразками німецької бронетехніки. Навіть в післявоєнний період, незважаючи на активне вдосконалення конструкції танків, СУ-100, хоча і з перемінним успіхом, продовжувала зберігати ефективність проти них, що багато в чому було зумовлено спільністю гармати з основним радянським танком першого післявоєнного періоду — Т-54.

### Озброєння, захищеність і рухливість
У роки Німецько-радянської війни бронепробивність Д-10С дозволяла їй вражати лобову броню більшості німецьких танків і САУ. Як показували випробування СУ-100 на АНІОПі, Д-10С виявилася здатна пробивати лобову броню «Тигра» і «Пантери», включаючи верхню лобову плиту останньої, яка пробивалася на дистанції 1500 метрів, перевершуючи розрахункові можливості гармати. Бортова броня німецьких танків, навіть на самих важких серійних зразках вертикальна або розташована з незначними кутами нахилу і не перевищувала 82 мм, як і лобова броня основних масових середніх танків і САУ — Pz.Kpfw.IV і StuG.III / IV, пробивалася з відстані 2000 метрів і більше, тобто практично на всіх реальних дистанціях бою.
Певну проблему для 100-мм гармати представляла лише лобова броня танка «Тигр II» та випущених малими серіями САУ «Фердинанд» і «Ягдтигр». Разом з тим, як показали випробування обстрілом бронекорпуса трофейного «Тигра II», проведені в Кубинці, попадання в лобову броню 3-4 бронебійних або осколково-фугасних 100-мм снарядів з дистанції 500–1000 метрів призводило до утворення в ній тріщин, сколів і руйнування зварних швів, що приводили в кінцевому підсумку до виходу танка з ладу. Попадання в кромки або стики лобових бронеплит з дистанції в 500–600 метрів приводили до наскрізного пробиття, але 180-мм лобова плита башти пробивалася тільки при стрільбі в упор. Аналогічну лобову броню корпусу мала і САУ «Ягдтигр». Лобова 200-мм броня «Фердинанда» Д-10С не пробивалася, але від попадань в неї з дистанції в 1500 метрів на випробуваннях САУ вийшла з ладу через утворення відколів з внутрішньої сторони броні. Але протитанкові можливості Д-10С в ході війни були використані не повною мірою через відсутність до неї сучасних за тими мірками бронебійних снарядів — гостроголові з бронебійним наконечником снаряди для радянських танкових і протитанкових гармат були розроблені лише в післявоєнний період на основі трофейних німецьких боєприпасів.
Можливості осколково-фугасного снаряда Д-10С, що містив 1,46 кг вибухової речовини і давав близько 500 великих осколків з дистанцією ураження 22 метри по фронту і 9 метрів в глибину проти піхоти що залягла, або, відповідно, 31 і 13 метрів проти такої що стоїть , ще більш розширювали спектр можливого застосування СУ-100. Хоча її осколково-фугасний снаряд і поступався вдвічі за масою заряду снарядам 122-мм гармат, що складали озброєння радянських важких танків і САУ, він в тій же мірі перевершував містячи 0,65-0,74 кг вибухової речовини снаряди 85-мм гармат, якими оснащувалися середні танки і САУ. Єдиним винятком була середня САУ СУ-122, озброєна 122-мм гаубицею, чий заряд містив 3,67 кг вибухової речовини. Однак до другої половини 1944 року СУ-122, чий випуск припинився за рік до цього, стали вкрай рідкісні у військах, при тому, що в період наступу РСЧА загострилася потреба в САУ саме такого типу, які поєднали потужність 122-мм снаряда з рухливістю середнього танка. СУ-100, по загальній мобільності лише незначно поступалася Т-34-85, хоча і не могла повною мірою замінити СУ-122, змогла тим не менше згладити гостроту цієї проблеми . Посилене в порівнянні з СУ-122 і СУ-85 бронювання також сприяло більш ефективному її використанню в ролі штурмової гармати, але відсутність кулемета, як і на інших радянських середніх САУ, було серйозним недоліком при такому її застосуванні, майже не залишаючи їй в ближньому бою засобів оборони від піхоти супротивника.
Захищеність СУ-100 на полі бою в порівнянні з базовим танком і СУ-85 також значно підвищилася за рахунок доведення найбільш вражаємої в бою деталі бронекорпуса — верхньої лобової — до 75 мм, що збільшило її товщину по ходу снаряда до 117 мм . На нормальних дистанціях бою вона не пробивалася найбільш поширеними німецькими танковими і протитанковими гарматами — 75-мм KwK.40 і PaK.40 з довжиною ствола, відповідно, 48 і 46 калібрів, а на дистанціях понад 1000–1500 метрів вона забезпечувала певний захист і від більш потужних танкових гармат KwK.42 і KwK.36. Однак броня високої твердості, аналогічна застосовувалася на Т-34, зберегла і тенденцію до утворення вторинних осколків з тильної сторони при обстрілі снарядами калібром 75 мм і вище, навіть якщо останні і не пробивали броню. Крім того, в лобовій броні були ослаблені місця у вигляді маски гармати, люка механіка-водія і нижнього лобового листа, хоча імовірність попадання в останній була порівняно мала.
Із закінченням Другої світової і початком холодної війни, потенційним супротивником для СУ-100 стала бронетехніка Великої Британії і США. Броня всіх їх середніх/крейсерських танків військового періоду пробивалася Д-10С на всіх реальних дистанціях стрільби. Небезпека СУ-100 представляла і для середніх/основних бойових танків першого покоління, представлених M26 / M46 в США і «Центуріоном» у Великій Британії. Наскрізне пробиття лобової броні перших, навіть у найбільш снарядостійкій області верхньої лобової деталі, досягалося з дистанції в 1100 метрів, а при попаданні в менш захищені лоб башти або нижню лобову деталь — і більше. Межа тильної міцності (МТМ) складала понад 2500 м. Трохи більшими показниками стійкості володів і «Центуріон» ранніх модифікацій. Бортова ж броня корпусу і башти майже всіх західних танків аж до 1970-х вражалась при обстрілі на курсових кутах понад 60° на будь-якій дистанції прицільної стрільби, і на курсових кутах в 25-30° — на звичайних дистанціях бою. Разом з тим і бронювання радянської САУ могло забезпечити захист лише від вогню застарілих танків, тоді як нові західні машини не мали проблем з пробиттям броні СУ-100 калібернимі снарядами на нормальних дистанціях бою і підкаліберними — з дистанції до 2000 метрів.
Але з розвитком бронезахисту західних танків Д-10 через відставання в розробці сучасних боєприпасів до неї поступово почала втрачати ефективність, навіть незважаючи на появу в боєкомплекті більш досконалого каліберного бронебійного снаряда Б-412Д. Так, лобова броня танка M47 пробивалася нею лише з дистанції в 400–700 метрів. M48 і M60, а також «Центуріони» пізніх модифікацій з посиленим бронюванням і зовсім вражалися каліберними снарядами лише в районі маски гармати, або при малоймовірному попаданні в нижню лобову деталь.
Лише до 1960-м років появу в боєкомплекті необертових кумулятивних і підкаліберних снарядів з піддоном, що відокремлюється знову зробило СУ-100 небезпечним протитанковим засобом, чия ефективність знижувалася лише застарілою системою управління вогнем і вже неадекватним бронезахистом. Підкаліберний снаряд мав дальність прямого пострілу 1660 метрів по цілі двометрової висоти і з дистанції до 2000 метрів міг вражати лоб башти всіх серійних західних танків 1960-х років, хоча проти їх лобової броні корпусу він був менш ефективний через властивої снарядам такого типу схильності до рикошету при значних кутах нахилу броні. Кумулятивний же снаряд відрізнявся меншою дальністю прямого пострілу і точністю, але міг пробивати броню практично всіх серійних західних танків незалежно від місця попадання, аж до появи машин з комбінованою бронею наприкінці 1970-х — на початку 1980-х років.

### Аналоги

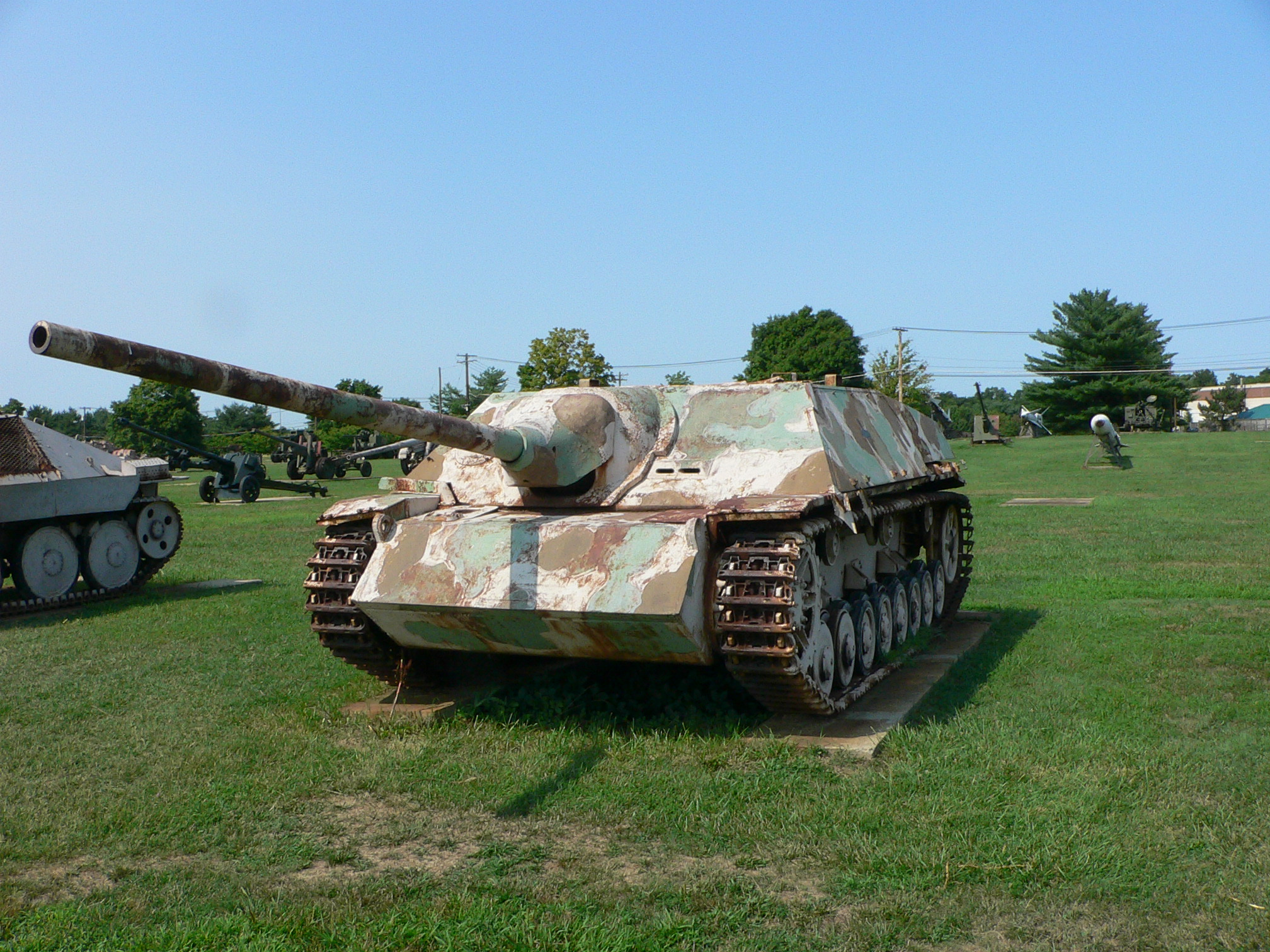
Jagdpanzer IV/70

У роки Другої світової війни аналогічні СУ-100 самохідні артилерійські установки — винищувачі танків закритої безбаштової компоновки з протиснарядним бронюванням — серійно вироблялися тільки в Німеччині і частково в Італії, хоча САУ останньої більшою мірою відносилися до класу штурмових гармат. Найбільш близькою до СУ-100 і найбільш досконалою з німецьких САУ цього типу була Jagdpanzer IV/70, що базувалася на шасі найбільш масового середнього танка Pz.Kpfw.IV і запущена у виробництво в серпні 1944 року.
Маючи незначну перевагу в лобовому бронюванні, Jagd.Pz.IV поступалася СУ-100 в бортовому бронюванні. При цьому її захищеність додатково знижувалася падінням якості німецької броні в останні роки війни через дефіцит легуючих матеріалів, що приводив насамперед до підвищеної крихкості броні. 75-мм гармата StuK.42, що встановлювалася на Jagd.Pz.IV, була приблизно рівноцінна Д-10С в табличній бронепробивності каліберних бронебійних снарядів; наявність підкаліберних снарядів значно підвищувало її можливості в цьому плані, але через крайній дефіцит цих снарядів на практиці вони використовувалися вкрай рідко. Але при цьому все одно StuK.42 мала в 2,3 рази меншу вагу снаряда і майже вдвічі меншу дулову енергію, що в певних умовах додатково знижувало її фактичну бронепробивність в порівнянні з більш потужною Д-10. Ще легшим в порівнянні з боєприпасами радянської САУ був 75-мм осколково-фугасний снаряд протитанкової гармати StuK.42, марки Sprgr.42 масою всього 5,74 кг, з причини високої початкової швидкості снаряда через велику довжину ствола, корпус осколкової гранати мав товсті стінки і зменшений заряд вибухової речовини всього у 620 г литого аммотола, що сильно знижувало її можливості в боротьбі з не броньованими цілями і ні в яке порівняння не йде з потужною 15,6 кг сталевою осколково-фугасною гранатою ОФ-412 споряджену 1,46 кг литого тротилу. З іншого боку, до переваг Jagd.Pz.IV ставилися наявність оборонного курсового 7,92-мм кулемета MG-42, низька висота машини, найнижча для машин подібного класу, більш якісне виготовлення бронебійних снарядів і снарядів в цілому, також наявність захисного і балістичного ковпачка БР снарядів, більший боєкомплект — 55 пострілів проти 33 у СУ-100, і дещо більша скорострільність через удвічі меншу масу 75-мм унітарних пострілів. Jagd.Pz.IV базувалася на шасі відпрацьованого у виробництві і доведеного до порівняно високого ступеня надійності Pz.Kpfw.IV, але вона, як і СУ-100, страждала від перевантаженості передніх котків, причому ще в більшій мірі, через менші можливості базового шасі.
Більш високі характеристики мала САУ «Ягдпантера», що базувалася на шасі танка «Пантера», хоча порівняння її з СУ-100 не цілком правомірно, так як по масі 45-тонна «Ягдпантера» відносилася до важких САУ. Маючи трохи більш потужний лобовий і бортовий захист, чиї характеристики, втім, знижувалися все тим же падінням якості броні, «Ягдпантера» несла 88-мм гармату KwK.43, яка значно перевершує Д-10С в табличній бронепробивності навіть каліберних снарядів але поступається по дуловій енергії. «Ягдпантера» мала курсовий кулемет для ближньої оборони від ворожої піхоти, перевершувала СУ-100 в скорострільності гармати та несла боєкомплект із 57 пострілів, хоча по потужності осколково-фугасного снаряда KwK.43 все одно поступалася Д-10С. Недоліком німецької САУ було і менш надійне базове шасі «Пантери», яка навіть до кінця війни залишалася найменш надійним танком вермахту. Решта близькі за класом більш легкі німецькі, як і всі італійські САУ, значно поступалися СУ-100.

## Збережені екземпляри

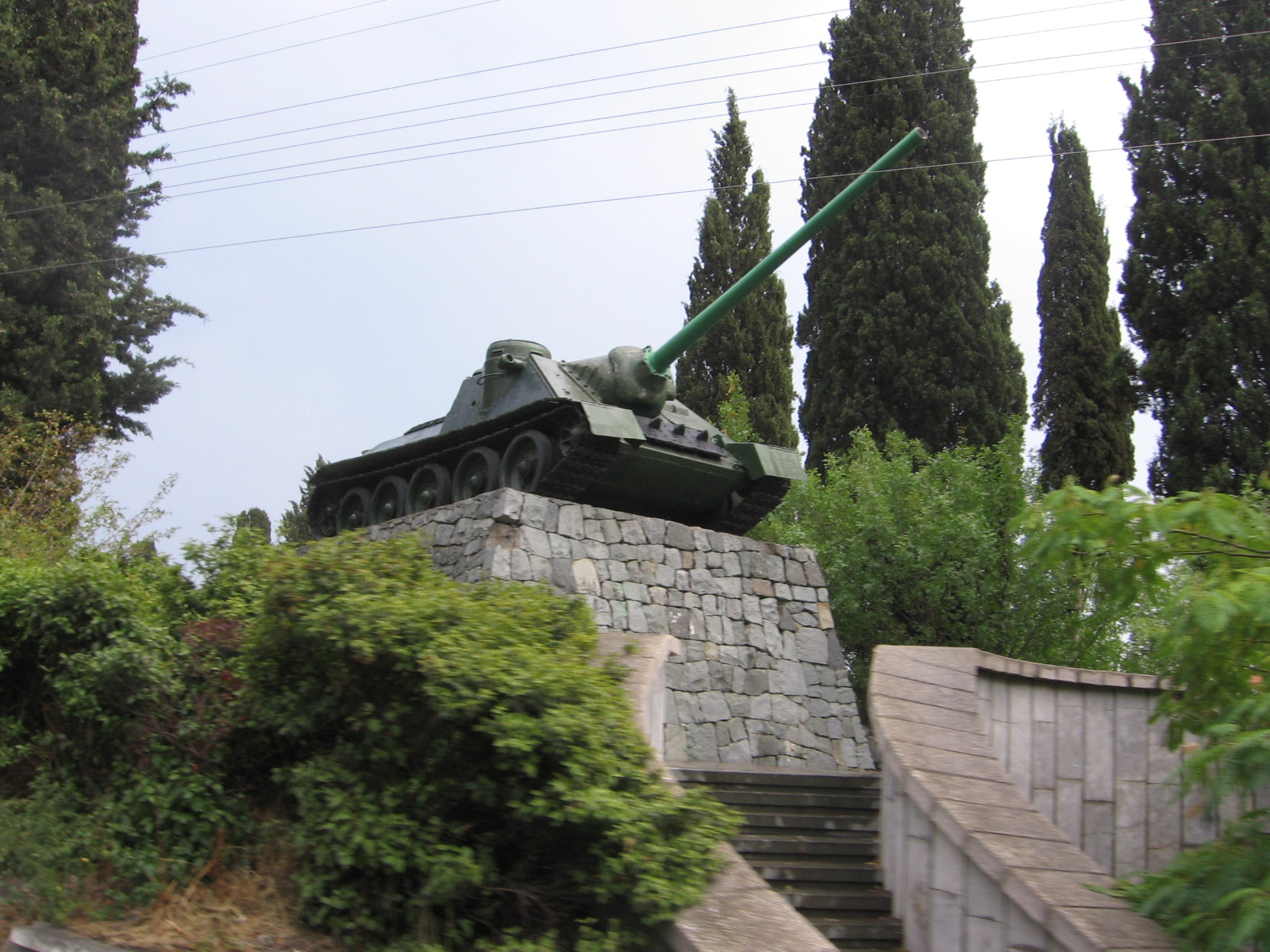
СУ-100, встановлена на пам'ятнику радянським воїнам-визволителям в Алушті

Завдяки її довголіттю, порівняно велика кількість СУ-100 збереглося в країнах, де вона в минулому складалася на озброєнні, передусім у країнах колишнього СРСР, а також Чехії і Словаччини. Десятки САУ встановлені як пам'ятки або в складі меморіальних комплексів, або знаходяться в експозиціях різних музеїв. Деяка кількість САУ, захоплених ізраїльськими військами в ході арабо-ізраїльських воєн, потрапило і в інші країни.
- Росія:

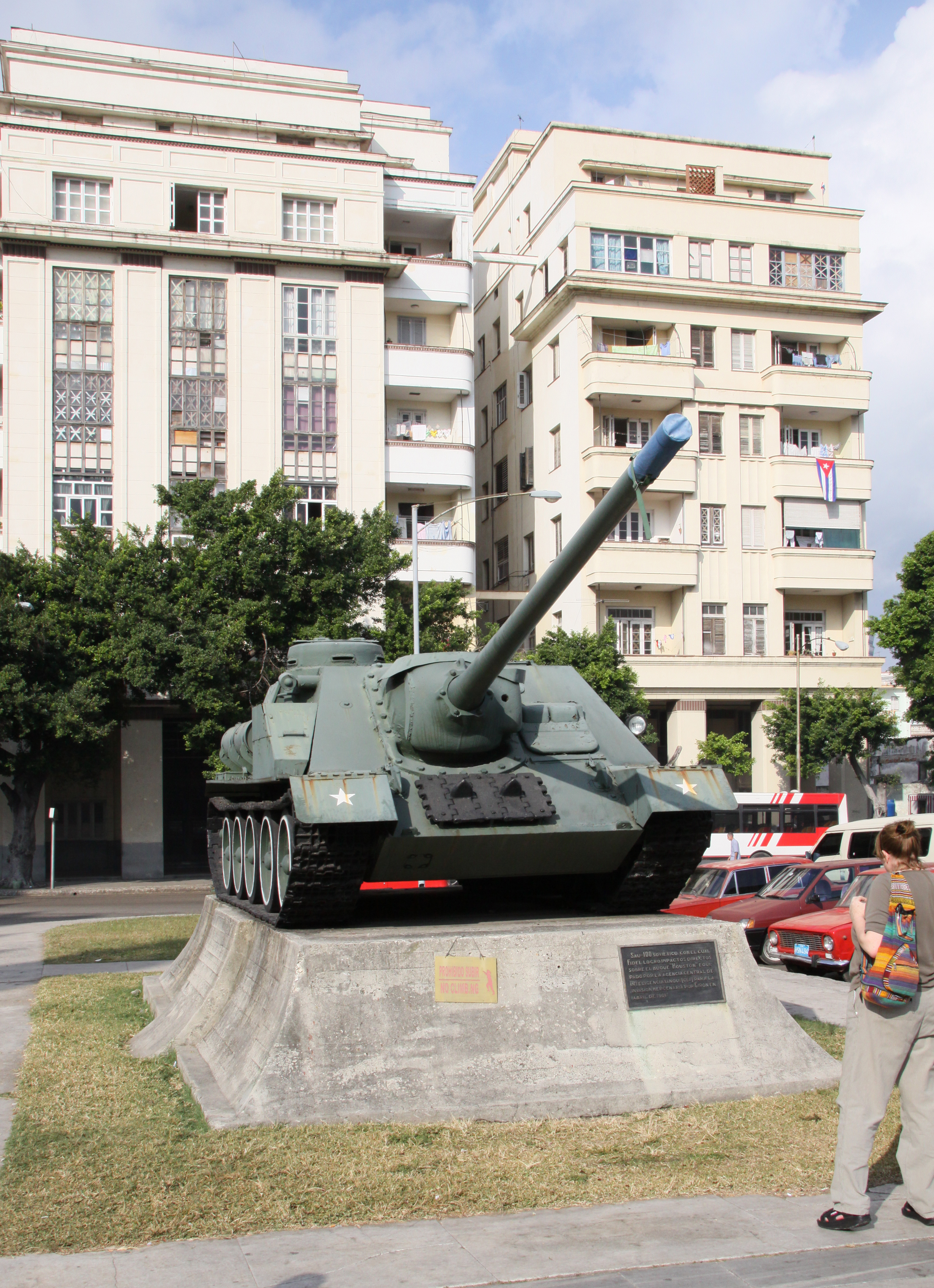
СУ-100 у Музеї Революції в Гавані

  - Воронеж, Музей-Діорама, 2 примірники
- Велика Британія:
  - Бронетанковий музей в Бовінгтон.
  - Імперський військовий музей в Даксфорді.
- Ізраїль:
  - Музей ізраїльського танкового корпусу в Латруні
  - Музей Батею-ха-осеф в Тель-Авіві
- Франція — дві СУ-100 в бронетанковому музеї в Сомюрі.
- США — музей Абердинського випробувального полігону.
- Куба — музей Революції в Гавані. Напис на постаменті говорить, що з цієї САУ під час бою на Плайя-Хірон в квітні 1961 р. Фідель Кастро особисто вразив американське судно «Х'юстон»[103].
- Німеччина
  - Танковий музей в Мюнстері

## СУ-100 в літературі та кіно
СУ-100 знімалися в ряді радянських фільмів про німецько-радянську війну. Найбільш відомим прикладом участі СУ-100 в кінематографі є фільм «На війні як на війні», знятий за однойменною повістю Віктора Курочкіна. Хоча по книзі головні герої воювали на СУ-85, у фільмі вона була замінена на СУ-100. Крім радянських, СУ-100 знімалася в американському фільм The Misfit Brigade, де САУ виконувала роль німецького винищувача танків в роки Другої світової війни.

## СУ-100 в сувенірній і ігрової індустрії

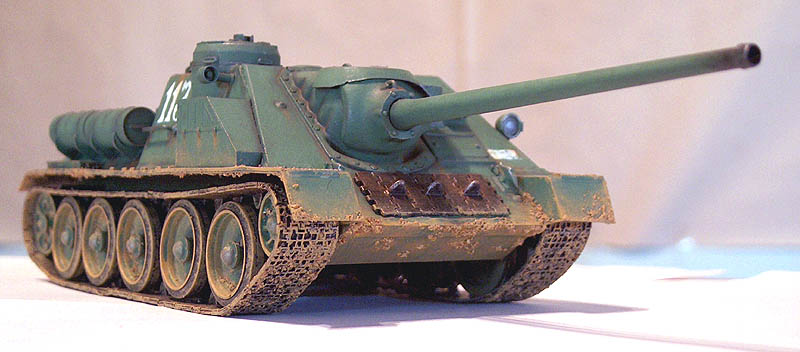
Масштабна модель СУ-100

У модельній індустрії СУ-100 представлена слабко в порівнянні з більш відомими зразками бронетехніки періоду Другої світової війни. Збірні пластикові масштабні моделі САУ випускалися рядом виробників. Серед сучасних фірм моделі СУ-100 в масштабі 1:35 випускають російська «Зірка» і пропонує перепаковані моделі «Зірки» німецька Revell, а також китайська Dragon Models. Такі виробники як українська UM або молдавська AER, а також ряд інших, випускають пластикові або смоляні моделі СУ-100 в масштабі 1:72 і в менш розповсюдженому 1:76. Існують також набори для побудови паперової моделі-копії СУ-100 в масштабі 1:25. У ряді видань модельної та військово-історичної спрямованості також публікувалися креслення для самостійної побудови моделі.
СУ-100 представлена в ряді комп'ютерних ігор, як присвячених подіям Другої світової, так і післявоєнним конфліктів. Найбільш широко представлена СУ-100 в стратегіях різної спрямованості: стратегіях в реальному часі, таких як Sudden Strike 3: Arms for Victory, «Протистояння: Азія у вогні», «У тилу ворога 2: Брати по зброї», «Бліцкриг», «Бліцкриг II» і «Карибська криза» і варгеймах, таких як Combat Mission II: Barbarossa to Berlin і отримавша високі оцінки критиків за реалістичність «Друга світова». Набагато рідше, але СУ-100 зустрічається і в іграх інших жанрів: танковому симуляторі T-72: Balkans On Fire! і декількох частинах авіасимулятора «Іл-2 Штурмовик», як керована комп'ютером ціль. СУ-100 також можна побачити серед моделей радянської техніки MMO-гри «World of Tanks».
Варто відзначити, що відображення тактико-технічних характеристик бронетехніки і особливостей її вживання в бою в багатьох комп'ютерних іграх далеке від реальності.

## Зноски
1. 1 2   З урахуванням СУ-85 м, інакше — від 4457 до 4661 одиниць.
2. ↑   З урахуванням СУ-85 м, інакше — у вересні того ж року.
3. ↑   У 1960-х роках і пізніше був розроблений ряд більш сучасних боєприпасів для сімейства гармат Д-10, що включає оперення підкаліберні снаряди, але дані про комплектування ними СУ-100 відсутні.
4. ↑   Розрахункові дані НКВ від 4 травня 1944 року.
5. ↑   Зважаючи закритості КНДР і високого рівня секретності, що оточує північнокорейські збройні сили, доступна у відкритих джерелах інформація про них в значній мірі носить оцінний характер.
6. ↑   Модифікація гармати Д-10 — Д-10С, встановлена на СУ-100 і перша в ряду його танкових модифікацій — Д-10Т відрізнялися лише деталями гарматної люльки, залежали від установки в рубці САУ або башті танка, і, як і наступні модифікації Д-10Т, були повністю взаємозамінні в іншому, включаючи активно удосконалювані боєприпаси.
7. ↑   Межа, до якої тильна сторона броні при попаданні залишається неушкодженою.
8. ↑   Єдине обмеження накладалося підривником кумулятивного снаряда, спрацьовує лише при кутах зустрічі з бронею понад 13°.